# Madre de aguas
Para la leyenda colombiana ver Madre del agua.
La Madre de Aguas, también llamada Madre de Agua, "Magu" o Magüi, es una mítica criatura presente en el folclore de Cuba.
Las leyendas dicen que la Madre de Aguas es una gigantesca serpiente majá muy grande y ancha con el grosor exacto de una palmera, pero que además poseería dos protuberancias en la región frontal, parecidas a cuernos, y escamas gruesas e inversamente distribuidas a como se presentan en el resto de las serpientes majaes, lo que hace que ni las balas le entren en su cuerpo. Se dice que habitan en ríos y lagunas que nunca se secarán mientras una de ellas habite allí. Además, pueden vivir centenares de años y todo aquel que trate de matarlas o capturarlas, morirá. También se dice que es un temible animal que cuando está hambriento sería capaz de engullirse un ternero completo.